# سبیش
شهر سبیش (به رومانیایی: Sebiş) در شهرستان ارد در کشور رومانی واقع شده‌است. جمعیت این شهر ۶٬۸۲۹ نفر  است.